# Paraclius vicarius
Paraclius vicarius är en tvåvingeart som först beskrevs av Walker 1865.  Paraclius vicarius ingår i släktet Paraclius och familjen styltflugor. Inga underarter finns listade i Catalogue of Life.